# Oudervereniging voor de Moraal
De Oudervereniging voor de Moraal (OVM) is een Belgische humanistische vereniging. De OVM is ontstaan als werkgroep van het Humanistisch Verbond (HV) en werd in 1966 een afzonderlijke vzw. De vereniging bewaakt de kwaliteit van de cursus niet-confessionele zedenleer.

## Voorgeschiedenis
Op 2 december 1954 werd binnen HV Nationaal in Brussel de Werkgemeenschap Leraars voor Ethiek opgericht. Na de oprichting van een vzw in 1995 stond deze bekend als Werkgroep Leraren Ethiek (WLE). De werkgroep focuste zich op de inrichting van de cursus niet-confessionele zedenleer in het secundair onderwijs, de inrichting ervan in het lager onderwijs en de opleiding van leerkrachten zedenleer.
De Schoolpactwet had als gevolg dat er wekelijks twee lesuren werden geprogrammeerd voor godsdienstlessen enerzijds en lessen zedenleer anderzijds. Deze lessen werden in het lager en secundair onderwijs ingericht. In 1961 was er een specifiek leerplan voor de lessen zedenleer voor het lager onderwijs, maar niet voor het secundair onderwijs. De Werkgroep Leraren Ethiek besloot een tweede werkgroep onder de vleugels van het HV op te richten, de Oudervereniging voor de Moraal of OVM. De OVM had als kerntaak het behartigen van de belangen van ouders die hun kinderen zedenleerlessen wilden laten volgen.

## Oprichting
Op 23 juni 1961 werd OVM officieel een autonome vereniging. Dit gebeurde met de steun en onder invloed van inspecteur zedenleer Richard Van Cauwelaert. De eerste afdelingen ontstonden in Antwerpen. Hoewel OVM opgericht werd als een werkgroep van het HV, had zij een eigen bestuur en kon zij lokale afdelingen in het leven roepen. Het nationaal bestuur van OVM werd op de Algemene Vergadering van HV in december 1962 voorgesteld. Hoewel aanvankelijk niet iedereen instemde met het idee, werd tijdens de Algemene Vergadering van HV van 27 november 1966 overgegaan tot de oprichting van de vzw OVM.
Het ‘Decreet houdende de rijkssubsidieregeling van het Nederlandstalig sociaal-cultureel vormingswerk voor volwassenen in verenigingsverband’ van 4 juli 1975 erkende zowel HV als OVM als sociaal-culturele organisaties. Het decreet liet echter niet toe dat sociaal-culturele verenigingen andere kerntaken hadden dan enkel het vormingswerk. OVM en HV stichtten daarom samen het Humanistisch Vrijzinnig Vormingswerk (HVV). Hierdoor ontstonden er HVV/HV-kernen enerzijds en HVV/OVM-kernen anderzijds, waarbij enerzijds werd gefocust op levensbeschouwelijke vormingen en anderzijds op de cursus niet-confessionele zedenleer.

## Archief
Het archief van OVM wordt bewaard bij het Centrum voor Academische en Vrijzinnige Archieven (CAVA).